# Kirche zu Hütten (Schleswig)

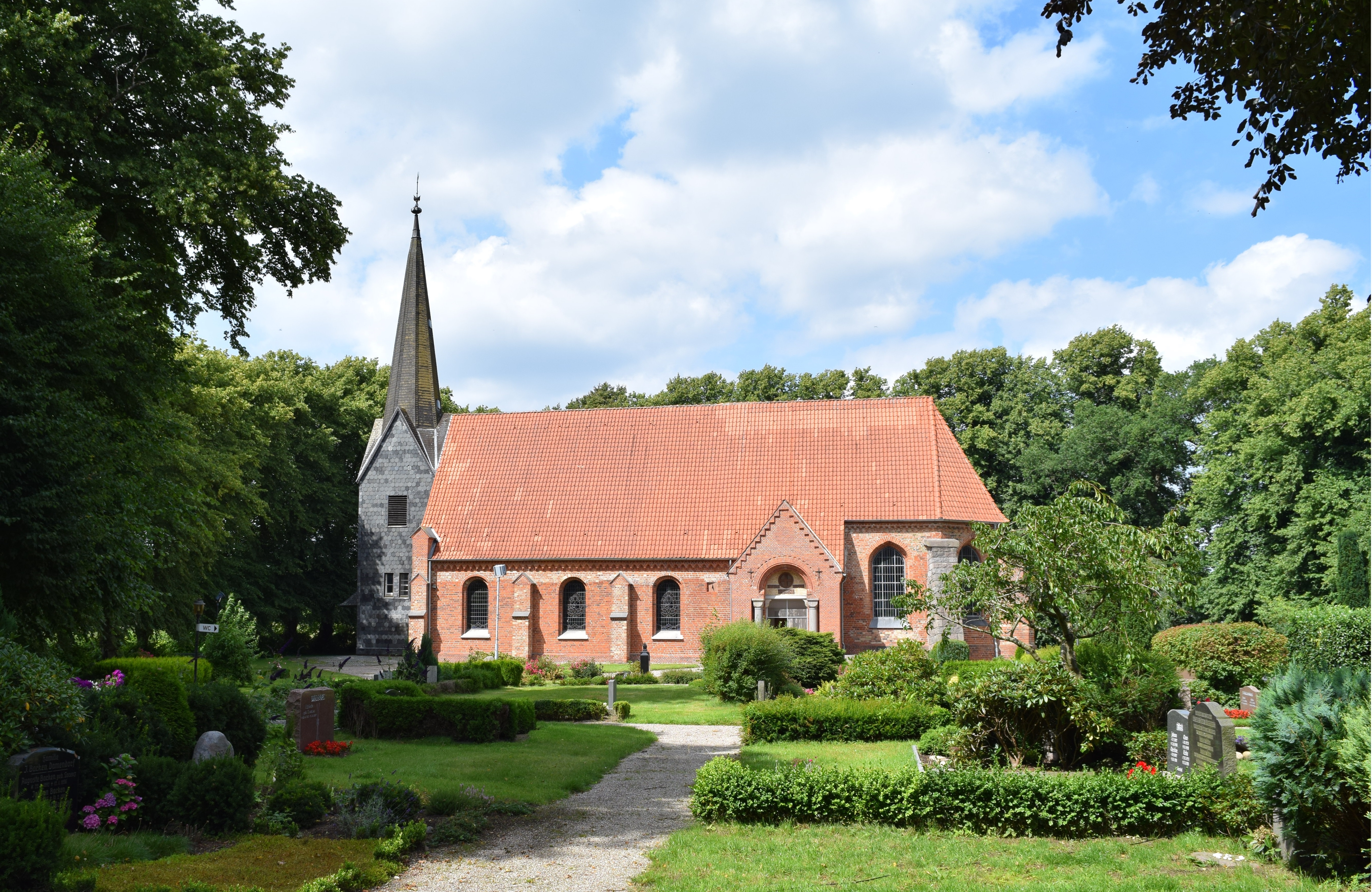
Kirche zu Hütten

Die Kirche zu Hütten (auch: Hüttener Kirche) wurde Ende des 13. Jahrhunderts erbaut und ist eine der ältesten Kirchen des Kirchenkreises Rendsburg-Eckernförde. Sie liegt im Naturpark Hüttener Berge. Die Kirche gehört der Kirchengemeinde Hütten im Kirchenkreis Rendsburg-Eckernförde innerhalb der evangelisch-lutherischen Kirche in Norddeutschland. Zu ihrem Kirchspiel gehören die Orte Ahlefeld, Ascheffel, Brekendorf, Damendorf, Hütten und Osterby.

## Ursprünge und Neubau des Chors
1260 verpfändete die verwitwete dänische Königin Mechtild ihr Krongut, darunter das Verwaltungsgebiet Fræzlæt, das auch die spätere Hüttener Harde umfasste, an ihre Brüder, die Holsteiner Grafen Johann I. und Gerhard I. Damit setzte eine verstärkte Besiedelung dieses Raumes durch holsteinische Bauern und Ritter ein. Es ist anzunehmen, dass die Hüttener Kirche in diesem Zusammenhang erbaut worden sein dürfte. Wolfgang Teuchert vermutet ihre Erbauung im letzten Viertel des 13. Jahrhunderts. Die Kirche zu Hütten wurde 1319 zum ersten Mal urkundlich erwähnt, als ihr Bischofszehnt dem Domkapitel Schleswig zugeteilt wurde. Ungewöhnlich ist die Lage der Kirche im Wiesental der Hüttener Au, die wohl mit dem nahegelegenen Rittersitz zusammenhängt, in deren Befestigungsanlage die Kirche integriert war.
Anfangs war die Kirche ein Backsteinbau mit einem flachgedeckten, längsrechteckigen Schiff und einem vermutlich ebenfalls flachgedeckten, eingerückten Kastenchor. Die ursprünglichen Eingänge lagen in der Nord- und Südwand, es gab noch kein Westportal. Um 1520 erwarb Herzog Friedrich von Gottorf – der spätere König Friedrich I. von Dänemark und Norwegen – das Rittergut Hütten und ließ es als Vorwerk von Schloss Gottorf von Vögten verwalten. Kurz nach dem Erwerb legte Herzog Friedrich am 15. Dezember 1520 persönlich den Grundstein zu einem neuen Chor für die Hüttener Kirche. Dieser wurde in zwei querrechteckigen Jochen mit einem in drei Achteln gebrochenen Schluss gebaut und ist von einem spätgotischen Kreuzrippengewölbe überwölbt. Eine Inschrifttafel zur Grundsteinlegung ist in der Südwand des Chores eingemauert und lautet wie folgt:

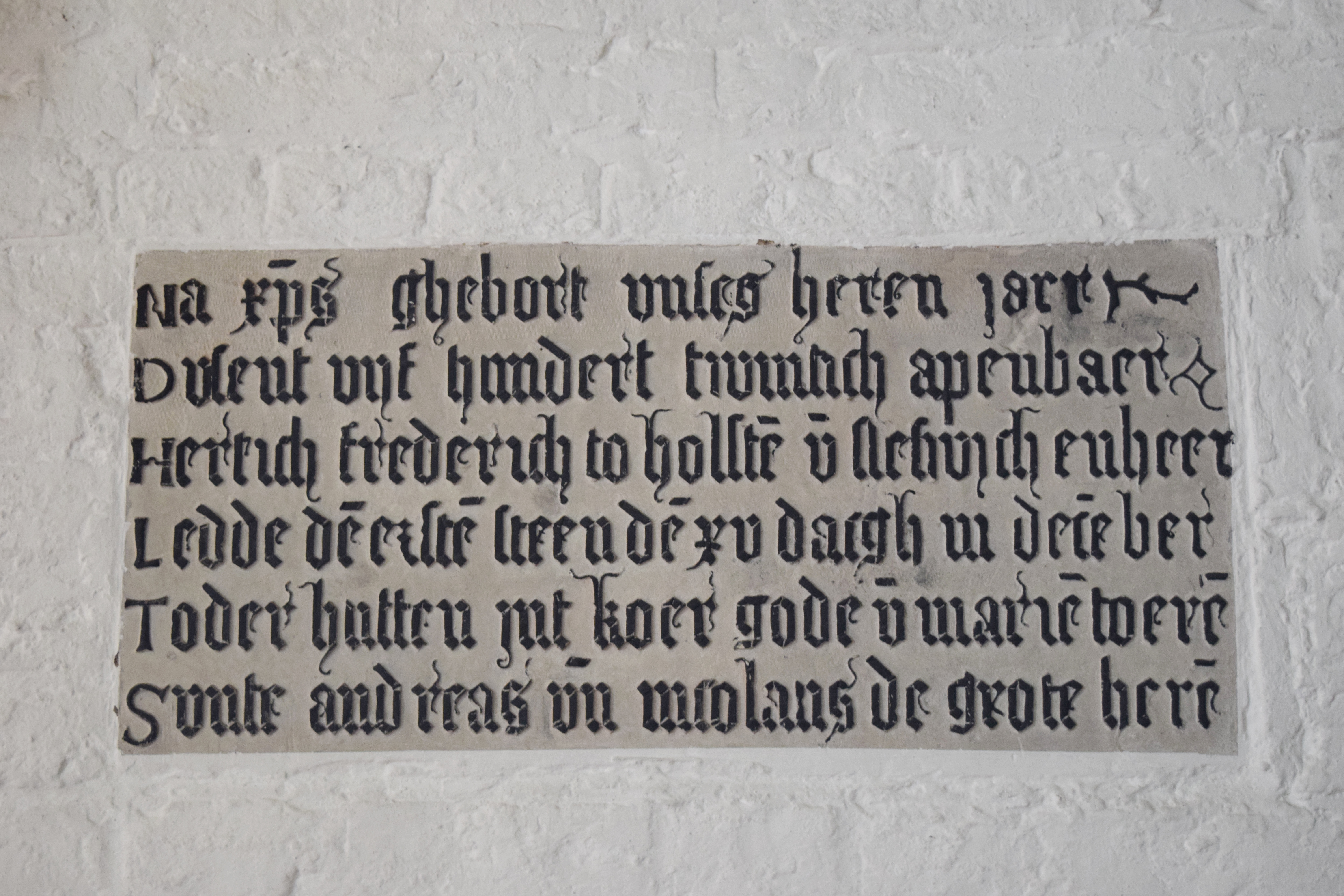
Bauinschrift des Chors von 1520

| Niederdeutscher Originaltext Na Chr(i)s(ti) ghebort, unse(re)s heren jarr dusent vyf hundert twintich apenbaer Hertich Frederich to Holsten u(nd) Sleswich en heer ledde den ersten steen den XV. daegh im december To der Hutten int Koer, gode u(nde) marien to eren Sunte Andreas und Nikolaus, de grote heren. | Hochdeutsche Übersetzung Nach Christi Geburt, unseres Herrn Jahr, Tausendfünfhundertzwanzig offenbart: Herzog Friedrich, zu Holstein und Schleswig ein Herr, Legte den ersten Stein am 15. Tag im Dezember Zu Hütten in den Chor, Gott und Maria zu Ehren, Sankt Andreas und Nikolaus, den großen Herren. |

Aus der letzten Zeile der Inschrift lässt sich schließen, dass die Hüttener Kirche dem Apostel Andreas und dem heiligen Nikolaus geweiht war.

## Zweischiffiges Gewölbe
Vermutlich im Zusammenhang mit dem Neubau des Chores 1520 oder kurz danach wurde im Langhaus ein zweischiffiges Gewölbe eingezogen. Dieses wurde von drei Säulen im Mittelgang getragen. Zweischiffigkeit ist für Schleswig-Holsteinische Kirchen sehr ungewöhnlich und heute nur noch in den Kirchen in Garding und Krummesse anzutreffen. Dies lag vermutlich daran, dass die überwiegend flachgedeckten, einschiffigen romanischen Kirchen in Schleswig-Holstein in der Regel den Ansprüchen genügten, so dass es wenig Neubauten gab; und wenn nachträglich ein Gewölbe gewünscht wurde, waren nur wenige Kirchen groß genug für eine zweischiffige Einwölbung.
Im 19. Jahrhundert wich in der Hüttener Kirche die Südschiffwand nach Süden aus. Ihre Bewegung wurde durch hölzerne Queranker auf die Granitsäulen im Mittelgang der Kirche übertragen und verursachte so Risse in den Gewölben. Nachdem der königliche Inspektor Edens aus Rendsburg den Bau 1877 besichtigt hatte, verfügte der Hüttener Hardesvogt Petersen am 8. Dezember 1877 die Schließung der Kirche. Dies geschah ohne akuten Handlungsbedarf, denn gusseiserne Fenster, die 1852 lotrecht in die Südwand der Hüttener Kirche eingesetzt worden waren, standen auch 1877 noch senkrecht. Der Schaden hatte also schon wenigstens 25 Jahre bestanden, ohne sich unmittelbar zu verschlimmern.
Nach Abstützung der am meisten gefährdeten westlichen Säule wurde am 13. Februar 1878 die Benutzung der Kirche wieder erlaubt. 1880 wurde das Gewölbe von Putz befreit, wobei sich sein Zustand als schlechter herausstellte, als bisher zu erkennen gewesen war. Der mit der Restaurierung beauftragte Architekt Friedrich Andreas Faber (1836–1891) aus Eckernförde hielt die Erhaltung des Gewölbes für möglich, aber für sehr kostspielig und wollte keine Garantie auf dauerhaften Erfolg geben. Das königliche Konsistorium empfahl daraufhin in einem Schreiben vom 25. Januar 1881 den Abbruch der Gewölbe, und der Kirchenvorstand beschloss, diesem Vorschlag zu folgen. Nun ließ die preußische Regierung den Abbruch stoppen und schickte den Berliner Denkmalpfleger Heinrich von Dehn-Rotfelser, seit 1881 Konservator der Kunstdenkmäler in Preußen, zusammen mit seinem Kollegen Geheimrat Friedrich Adler nach Hütten, um die Notwendigkeit des Abrisses zu überprüfen. Beide empfahlen aber den Fortgang der Arbeiten. So wurde das Hüttener Gewölbe 1881/1882 entfernt und durch die heute noch vorhandene winklig gebrochene Holzdecke ersetzt, die von Tischlermeister Johann Jürgen Naß aus Hütten eingezogen wurde.
Zu Beginn des 20. Jahrhunderts verurteilte man die Entfernung des seltenen zweischiffigen Gewölbes als voreilig. Auch der Provinzialkonservator Richard Haupt kritisierte den Gewölbeabbruch im Nachhinein heftig; der gerade beschriebene Ablauf der Ereignisse relativiert jedoch den Vorwurf der Voreiligkeit. Zudem ergaben nochmalige statische Berechnungen, die bei der Kirchen-Renovierung 1965/1966 angestellt wurden, dass die Entfernung des Gewölbes richtig gewesen war. Ferner attestiert Teuchert dem Architekten Fr. Faber, dass er die bauliche Neugestaltung des Kirchenraums 1882 in der Architektursprache seiner Zeit ansprechend gelöst habe.

## Veränderungen des Äußeren

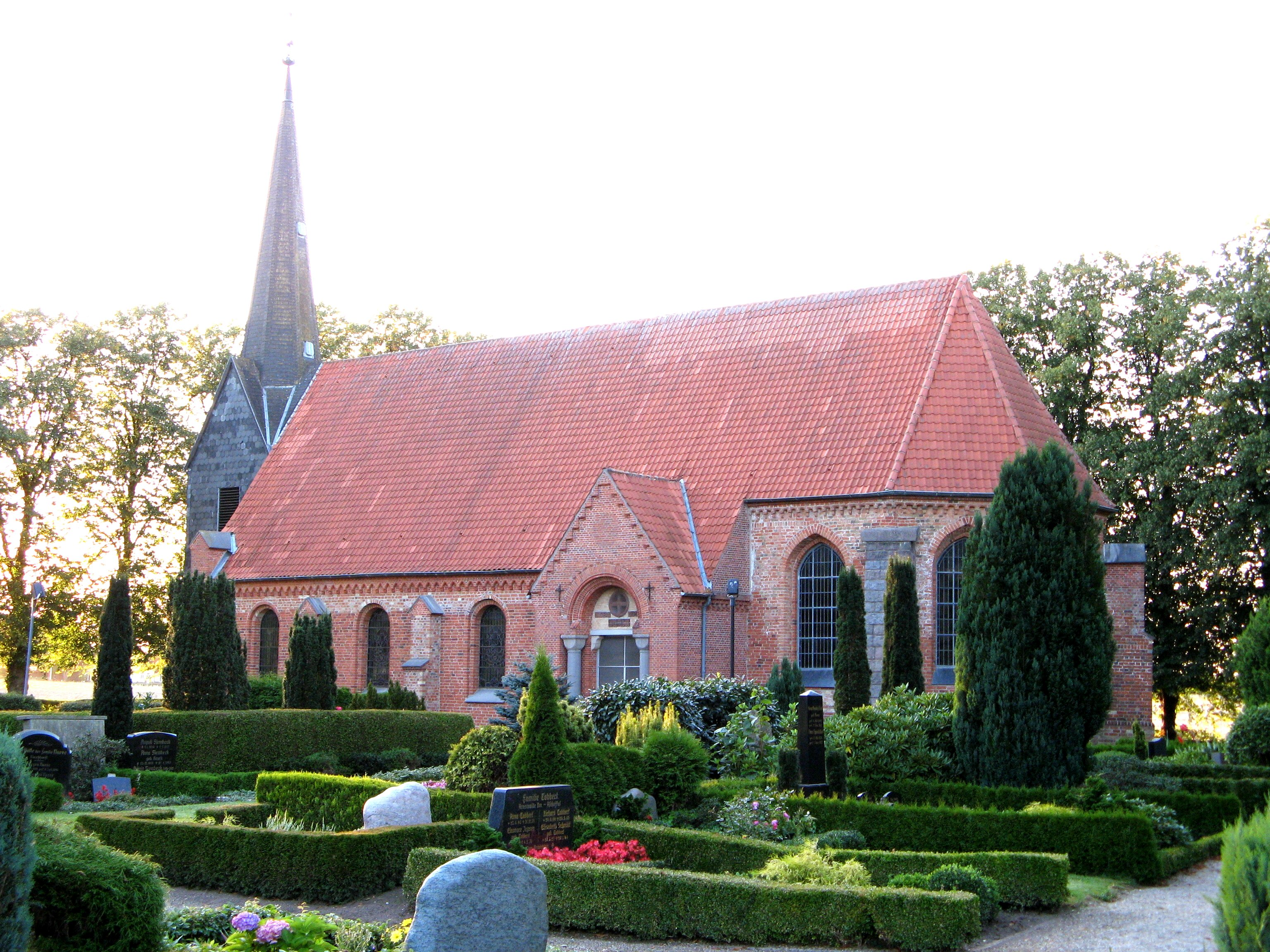
Hüttener Kirche am Abend, mit dem Portalvorbau in der Südwand

Beim Umbau von 1520 wurde an der Südseite der Kirche ein Portal aus westfälischem Sandstein (ähnlich dem Westportal von Schloss Gottorf) gebaut. Mit dem Umbau von 1881/1882 erhielt sie das bis heute bestehende Westportal am Turm. Jenes an der Südseite wurde entfernt und dort stattdessen ein Portalvorbau aus Ziegeln erbaut, an dessen linker und rechter Seite zwei aus dem Kirchenschiff entfernte Säulen Verwendung fanden. 1952 wurde dieser Portalvorbau zu einer Ehrenhalle für die Gefallenen beider Weltkriege umgestaltet.
An der Westseite der Kirche wurde 1746 ein hölzerner Glockenturm errichtet. Dieser reichte ursprünglich nur bis zur Höhe des Kirchendachs. Beim Umbau von 1881/1882 erhielt er einen hohen, spitzen Helm; außerdem führt seitdem der Eingang zur Kirche durch diesen Turm. Seine Kunstschieferverkleidung wurde 1965/1966 durch Eternitplatten ersetzt.
Die Fenster im Kirchenschiff wurden spätestens 1852 verändert, als man die mittleren Fenster der Symmetrie halber ein Stück nach Westen versetzte. Dabei erhielten diese und auch die anderen Fenster im Kirchenschiff die heutige Form und Größe (zuvor waren sie, wohl seit dem 16. Jahrhundert, spitzbogig gewesen).
Die Außenmauern der Hüttener Kirche waren für den Großteil des 20. Jahrhunderts weiß gekalkt. Zuletzt wurde der weiße Anstrich 1966 erneuert. Als sich die Farbe nicht hielt, wurden ihre Reste um 1980 abgestrahlt, so dass die Kirche seitdem wieder ihre roten Backsteinmauern zeigt.

## Ausstattung

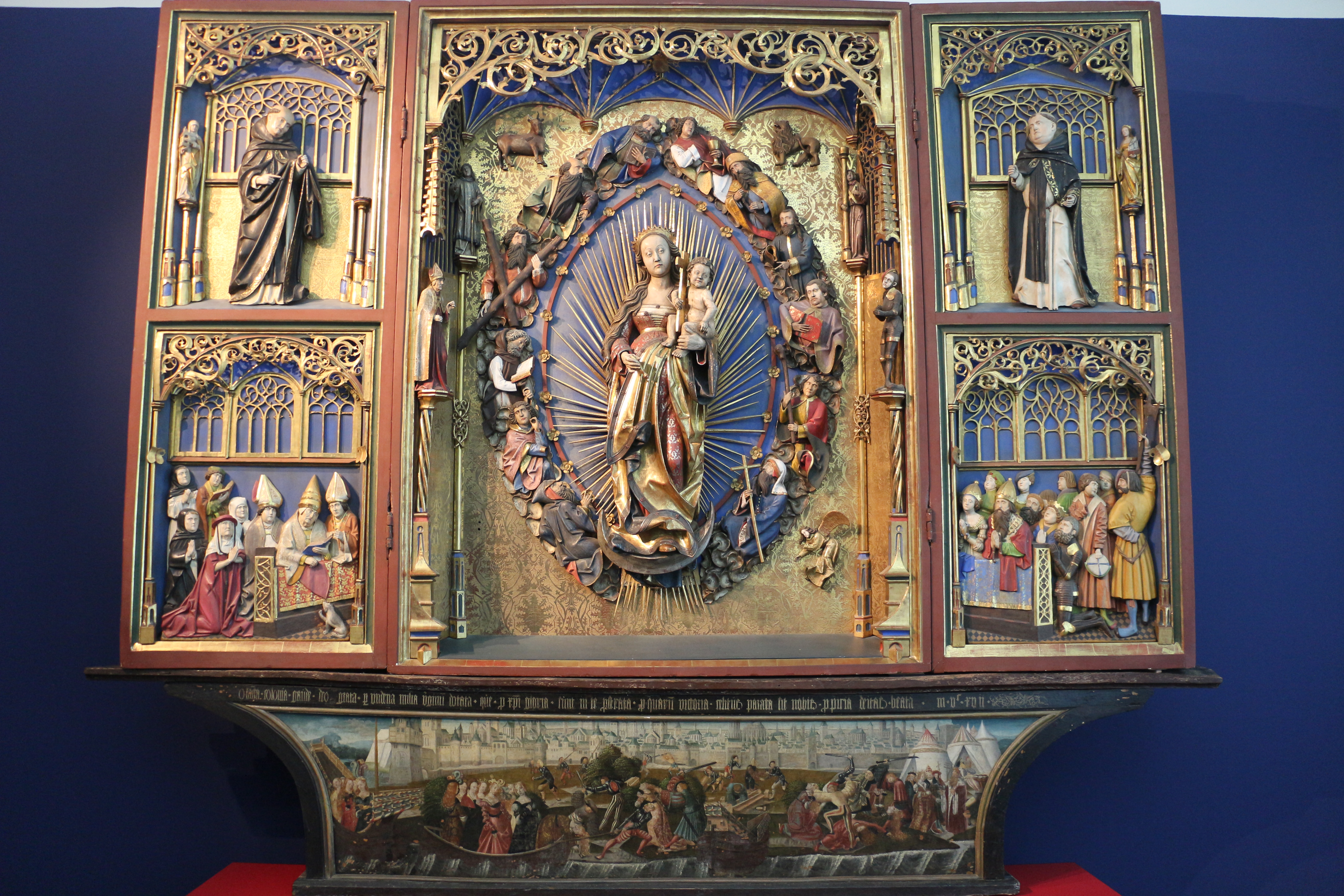
Hüttener Altar von 1517, heute im Museum in Flensburg

### Hüttener Altar
Der Herzog und spätere König Friedrich I. ließ einen fünfteiligen, zweiflügeligen Schnitzaltar im Chor der Hüttener Kirche aufstellen. Der Altar war 1517, möglicherweise in Köln, gefertigt worden. Dieser sogenannte Hüttener Altar gilt als kunstgeschichtlich sehr bedeutsam. Er wurde 1859 restaurationsbedürftig an das Städtische Museum in Flensburg verkauft – für 80 Reichsthaler, was damals dem Wert von zwei Milchkühen entsprach. Ab 1861 befand sich der Altar zur Renovierung im Oldnordisk Museum in Kopenhagen, dem Vorgänger des Dänischen Nationalmuseums. Nach dem Deutsch-Dänischen Krieg wurde er nach längeren Verhandlungen zurück nach Flensburg gebracht. Dort ist er bis heute zu sehen.
Im Hauptfeld der geschnitzten Festtagsseite zeigt der Altar die Madonna mit dem Kind auf der Mondsichel im Strahlen- und Rosenkranz umgeben von den zwölf Aposteln mit ihren Attributen. Von den Evangelistensymbolen in den Ecken ist der Adler, der den Evangelisten Johannes symbolisiert, verloren. In den Seiten stehen auf Säulen jeweils zwei männliche Heilige, links ein Priester und ein Bischof, rechts ein Diakon und ein Ritter. In den Seitenflügeln ist oben je ein Dominikanermönch dargestellt, neben sich auf einer Säule jeweils eine an ihrem Attribut identifizierbare weibliche Heilige, links Barbara mit Turm und rechts Cäcilia als Patronin der Kirchenmusik mit einem Portativ, einer tragbaren Orgel. Zwei weitere Säulen sind leer. Vermutlich befanden sich dort ebenfalls Figuren weiblicher Heiliger. In den unteren Fächern sind Vertreter der geistlichen (links) und weltlichen Stände (rechts) in Anbetung abgebildet.
Die Predella zeigt ein Gemälde des Martyriums der heiligen Ursula von Köln und ihrer Gefährtinnen, der 11.000 Jungfrauen vor einer Stadtansicht von Köln im beginnenden 16. Jahrhundert. Im geschlossenen Zustand ist die gemalte Verkündigung zwischen Hieronymus und Augustin zu sehen. Die qualitätsvollen Gemälde ähneln stilistisch den schlecht erhaltenen Tafeln des Flügelaltars von St. Johannes in Neukirchen in Nordfriesland.

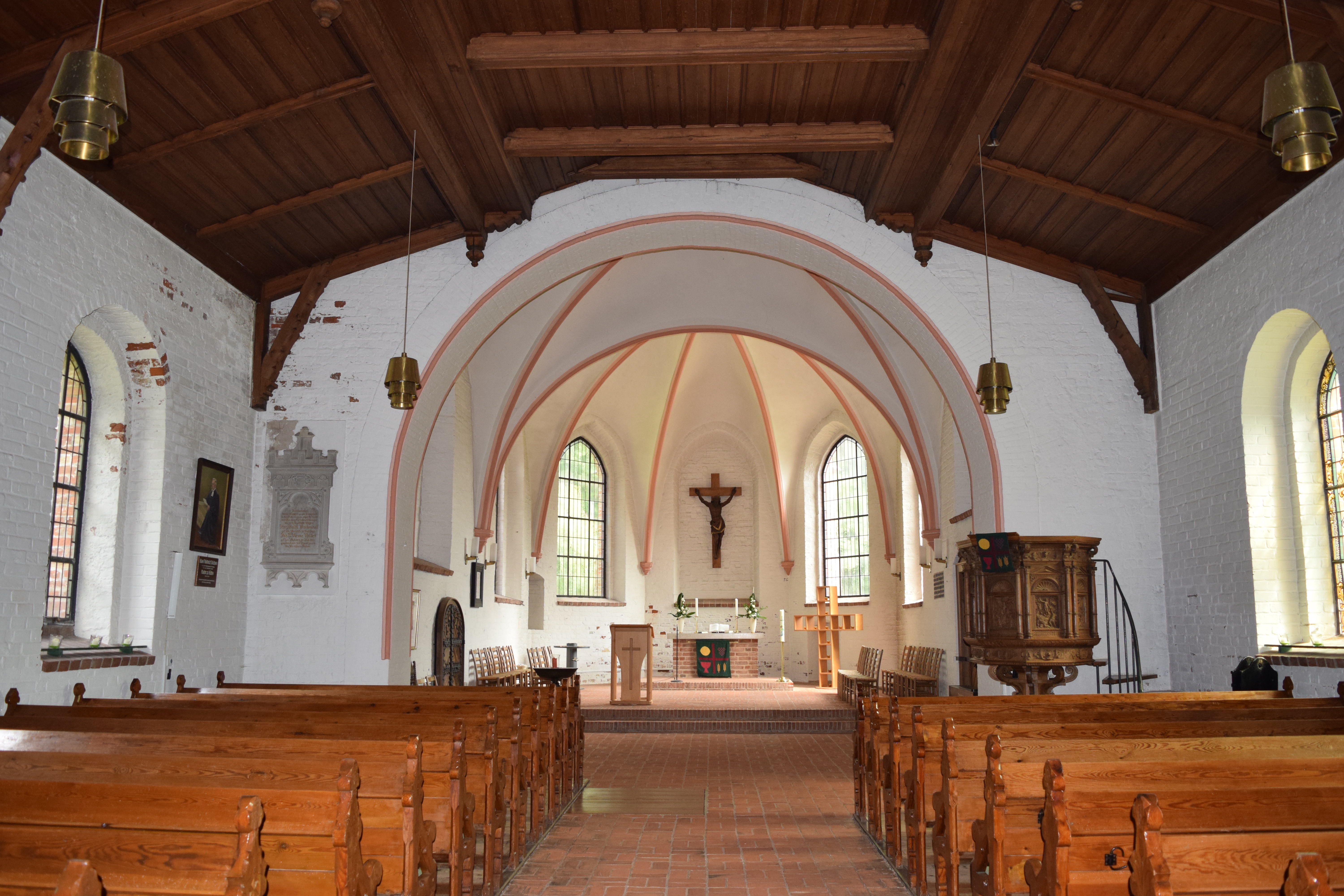
Blick durch den Kirchenraum Richtung Chor, rechts die Kanzel

### Heutige Ausstattung
Der heutige Altartisch in der Hüttener Kirche besteht aus einer polierten Granitplatte aus Schweden, die auf großen roten Backsteinen ruht, dahinter ein Kruzifix aus dem 19. Jahrhundert.
Die Kanzel wurde um 1600 geschnitzt; ihre fünf Felder zeigen von links nach rechts in Reliefdarstellungen die Verkündigung an Maria, Christi Geburt, Kreuzigung, Auferstehung und Himmelfahrt. Der Schalldeckel wurde später als Dach eines Beichstuhls verwendet und befindet sich seit dessen Entfernung 1945 nicht mehr in der Kirche.
Die bronzene Tauffünte wurde 1670 aus einer Glocke umgegossen und weist an Fuß und Schale Kugelkappen auf. Die Inschrift enthält Bibelzitate und nennt den Stifter Hans Heinrich Kielman von Kielmansegg.
An der Nordwand des Chores befindet sich die Tür zur Sakristei; ursprünglich handelte es sich bei dieser um einen Gruftanbau von 1678 für die Pächter von Hüttenhof, die Familien Strompferdt, Schulz und von Brockdorff.
Drei Buntglasfenster an der Südseite der Kirche wurden 1917 zum 400-jährigen Reformationsjubiläum von der Gemeinde gestiftet und 1918 eingebaut; das Fenster in Kanzelnähe zeigt den Apostel Paulus, das mittlere Martin Luther, das dritte ist ein Zierfenster. Paulus dürfte dargestellt sein, da Luthers Rechtfertigungslehre, die „Kernthese der Reformation“, sich vor allem auf den Römerbrief des Paulus beruft. Wie unten auf dem Luther-Fenster vermerkt ist, stammen die Fenster von der Glasmalereianstalt Ferdinand Müller in Quedlinburg.
Im Turm hängt eine Glocke von 1784, gegossen von Beseler in Rendsburg, mit folgender Inschrift in Versalien: „Hielf, dasz ich jeden Glockenschlag / auf meinen Abschied dencken mag: / Herr Jacob Papke, Pastor / Juraten: Claus Schnack und Hinrich Peters. / Anno 1784.“ Eine zweite, lateinische Inschrift an der Schulter der Glocke, ebenfalls in Versalien, nennt den Glockengießer: „Me fudit Bart: Ion: Beseler in Rendsburg“ (d. h.: Mich hat Barthold Jonas Beseler in Rendsburg gegossen).
Das 700-jährige Jubiläum der Ersterwähnung der Hüttener Kirche wurde am 19. Mai 2019 gefeiert; zu diesem Anlass ließ der 2005 gegründete Förderverein zum Erhalt der Hüttener Kirche e. V. den Eingangsbereich der Kirche komplett sanieren und spendete eine Pastorentafel mit den Namen der Hüttener Pfarrer von 1573 bis zur Gegenwart.

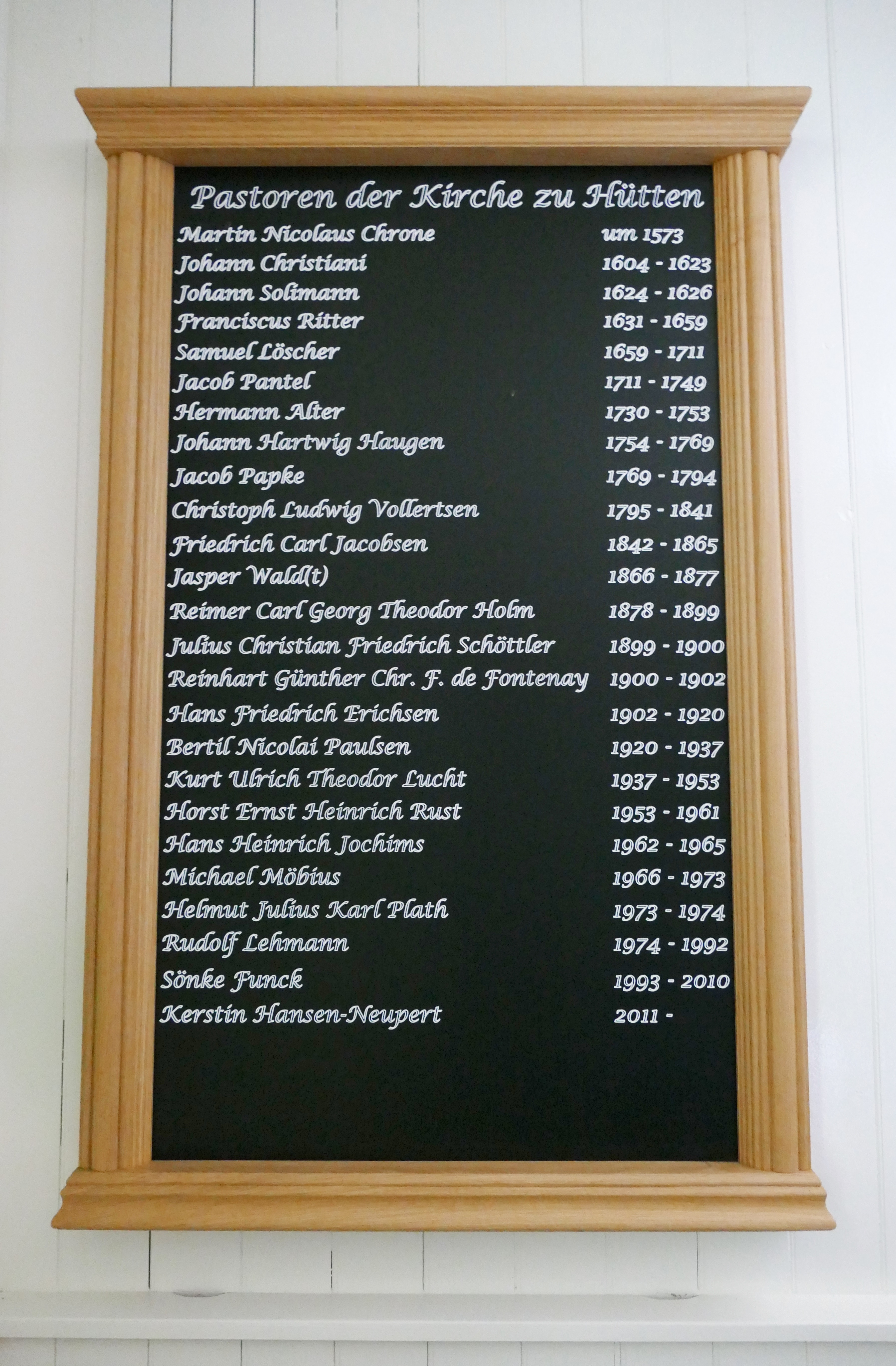
Pastorentafel mit den Namen der Pfarrer seit 1573 (gestiftet 2019)
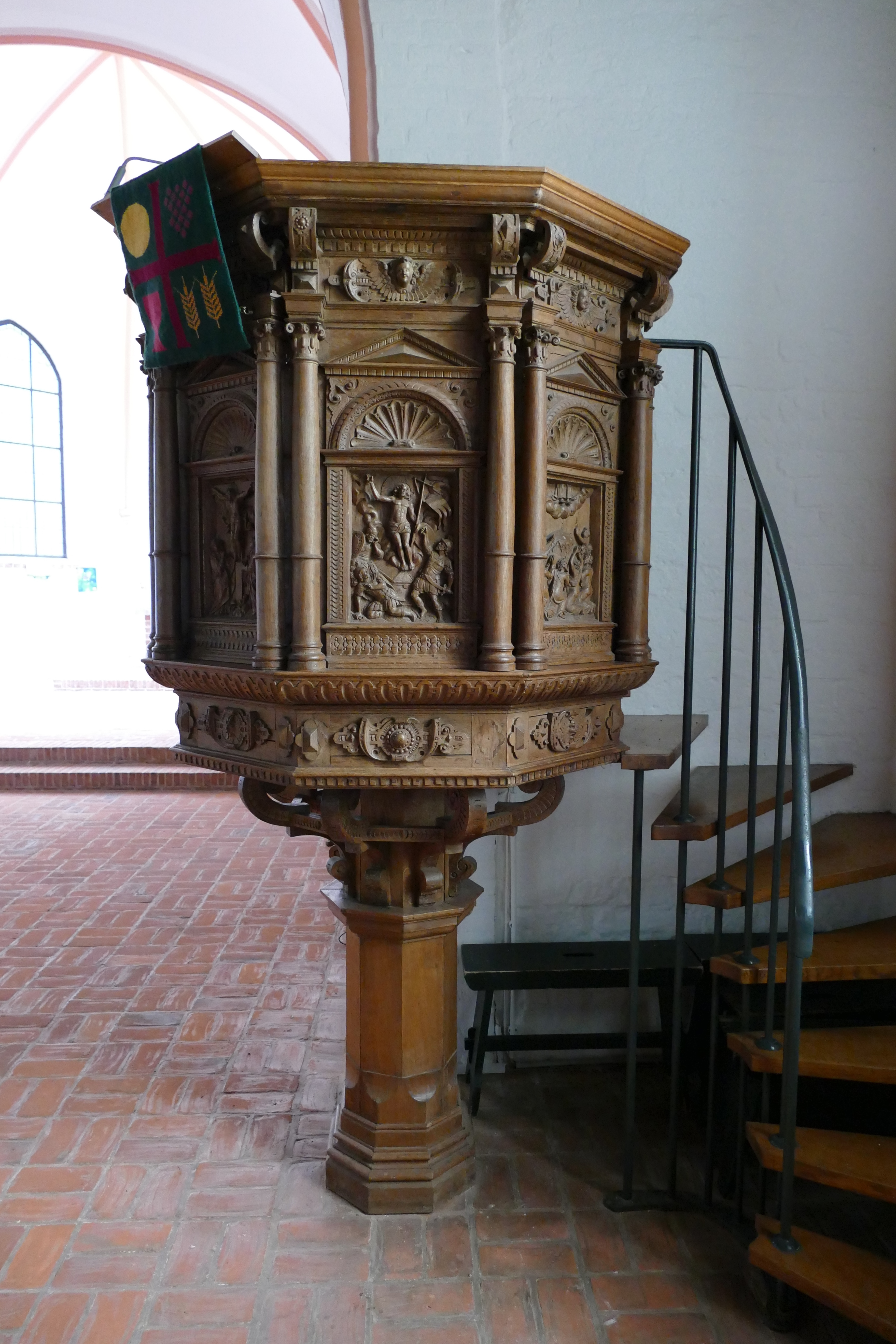
Kanzel von ca. 1600 (Relief in der Mitte: Auferstehung)
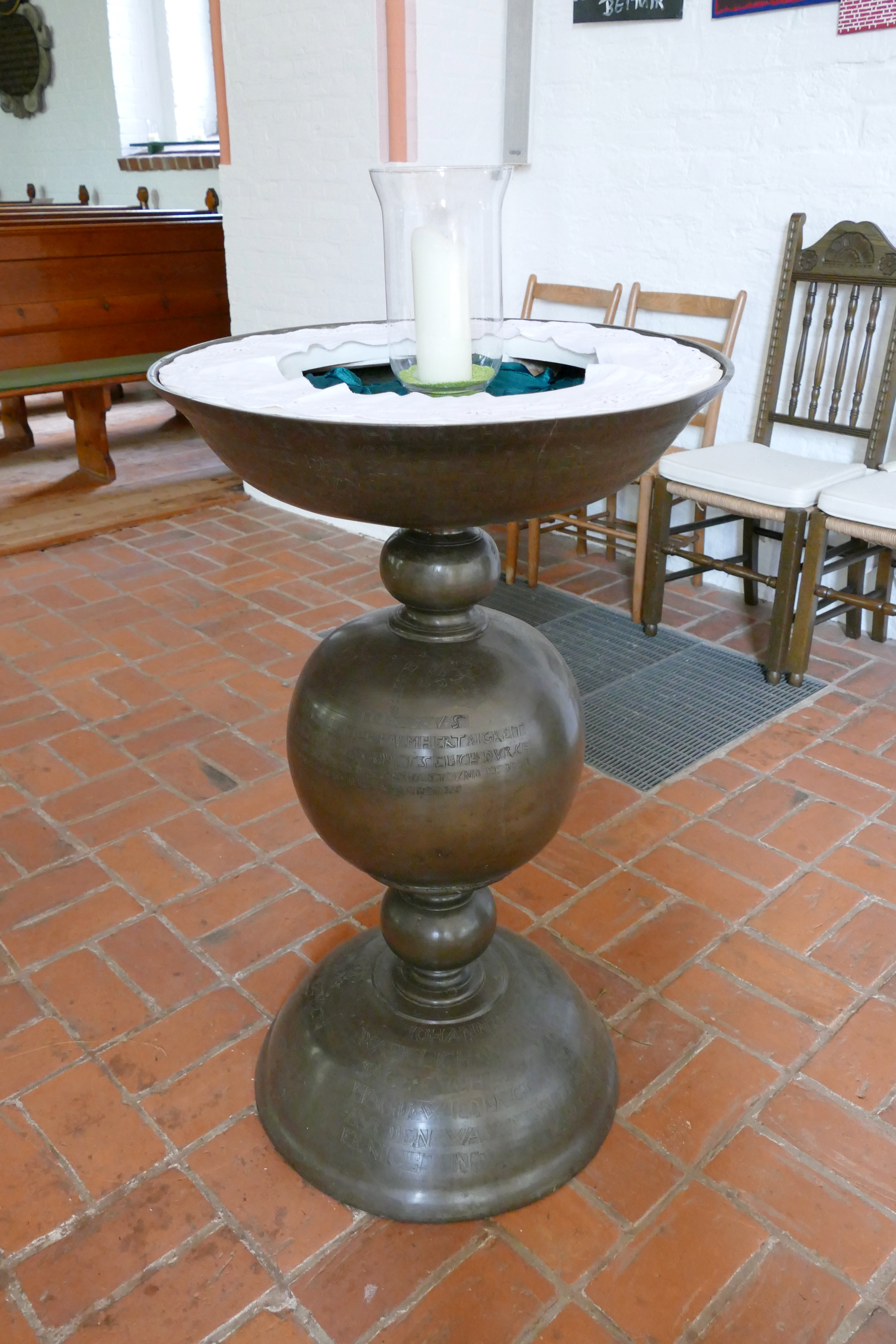
Tauffünte von 1670
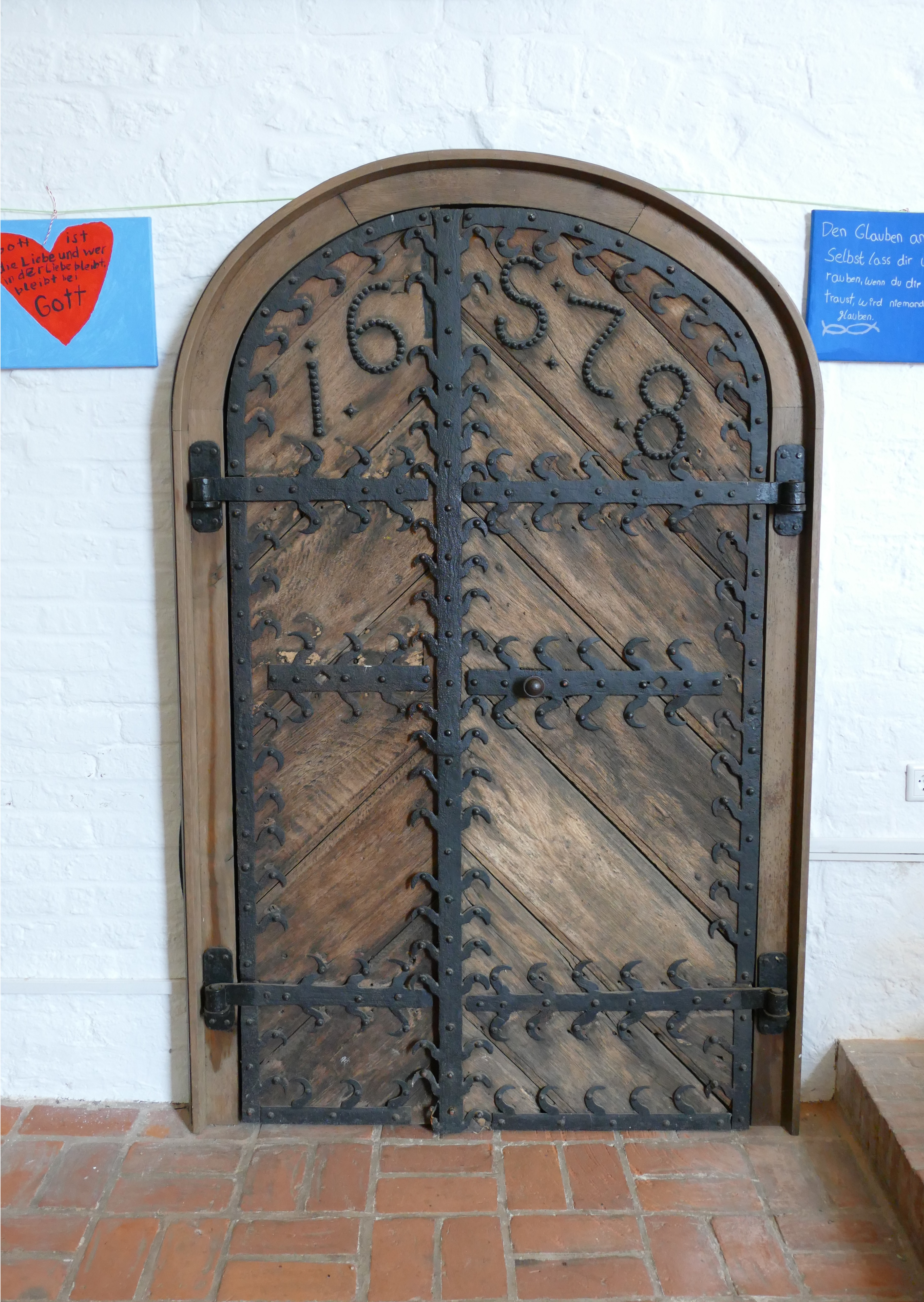
Sakristei-Tür von 1678
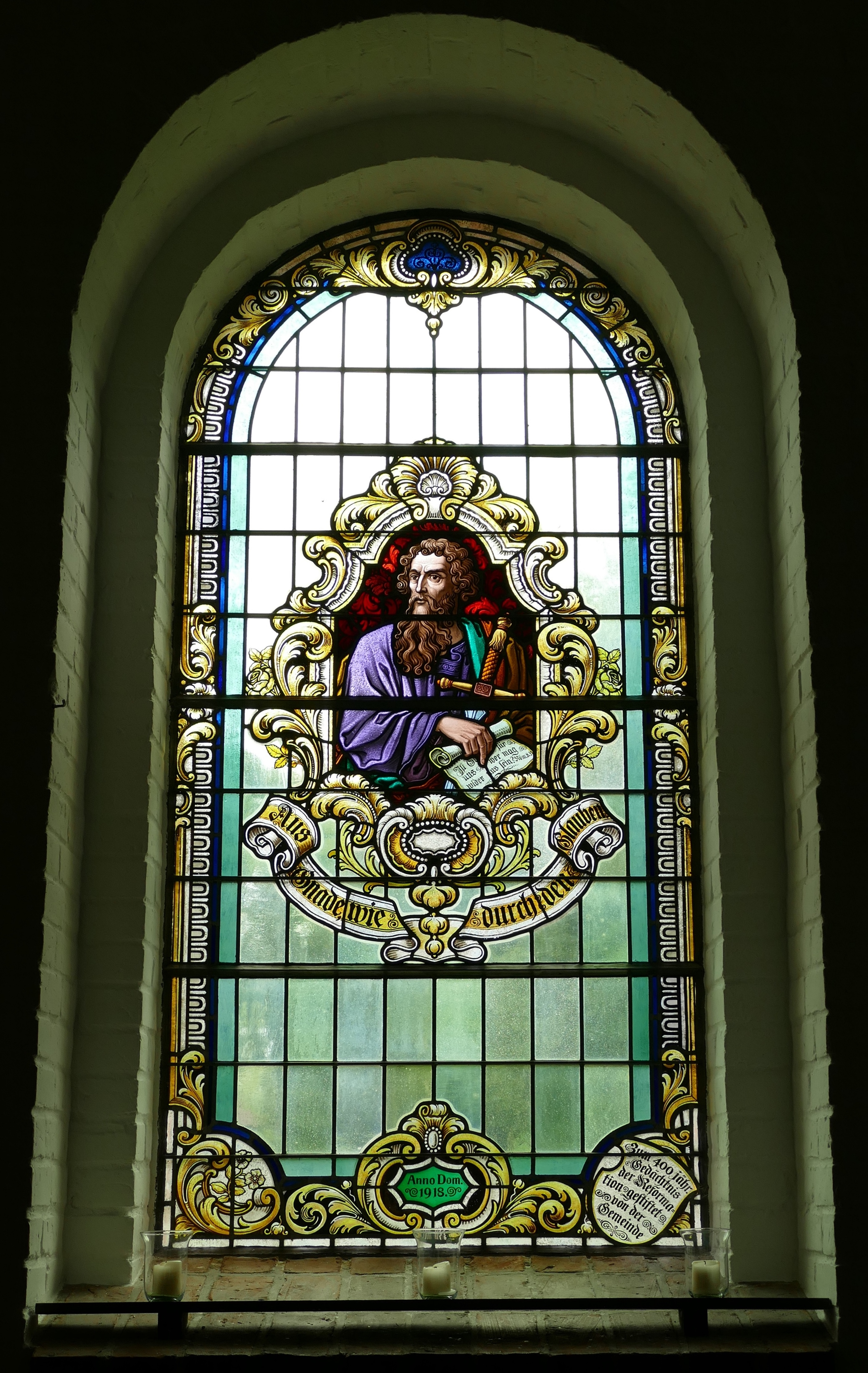
Paulus-Fenster von 1917/1918
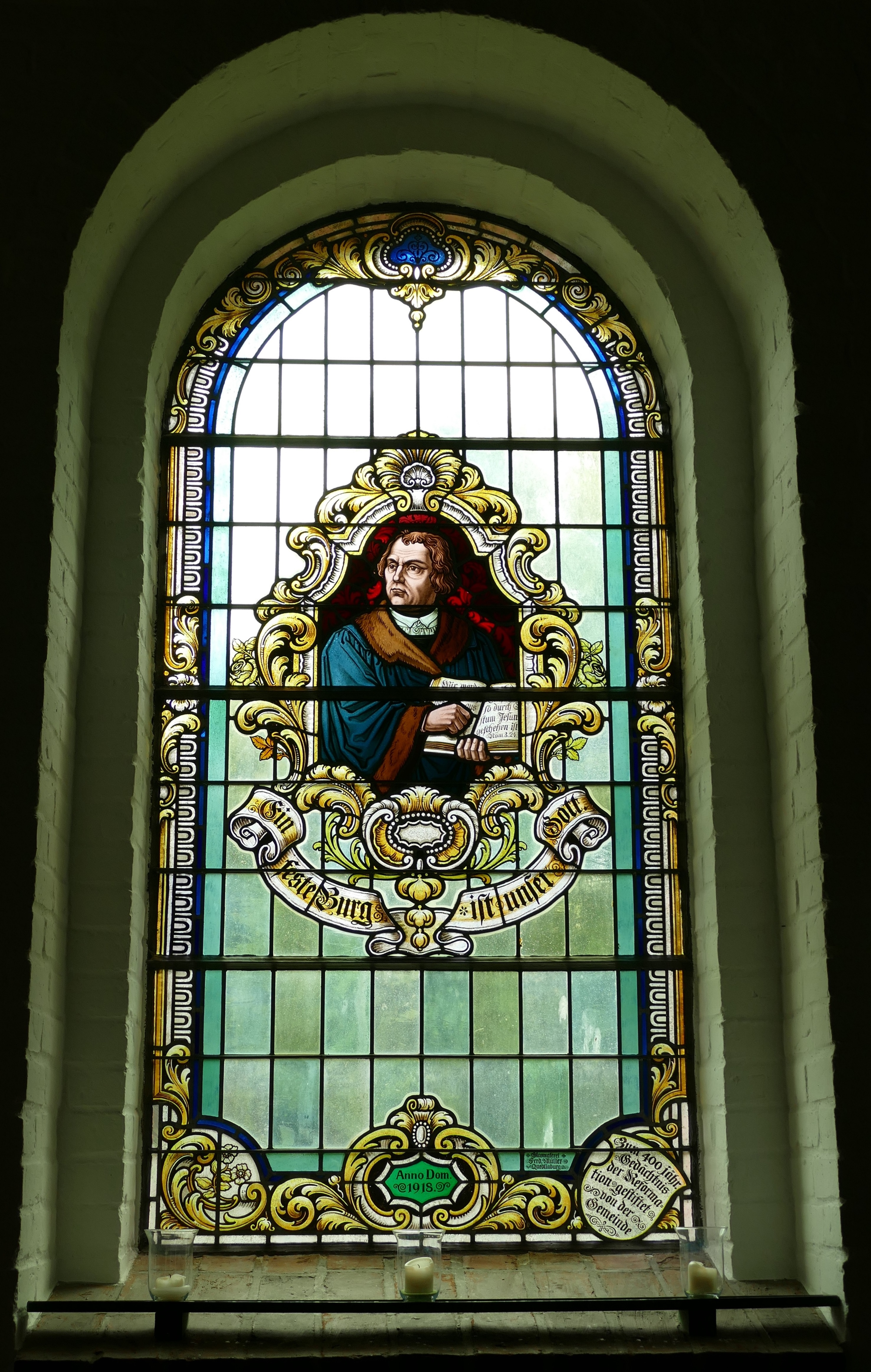
Luther-Fenster von 1917/1918

## Orgel

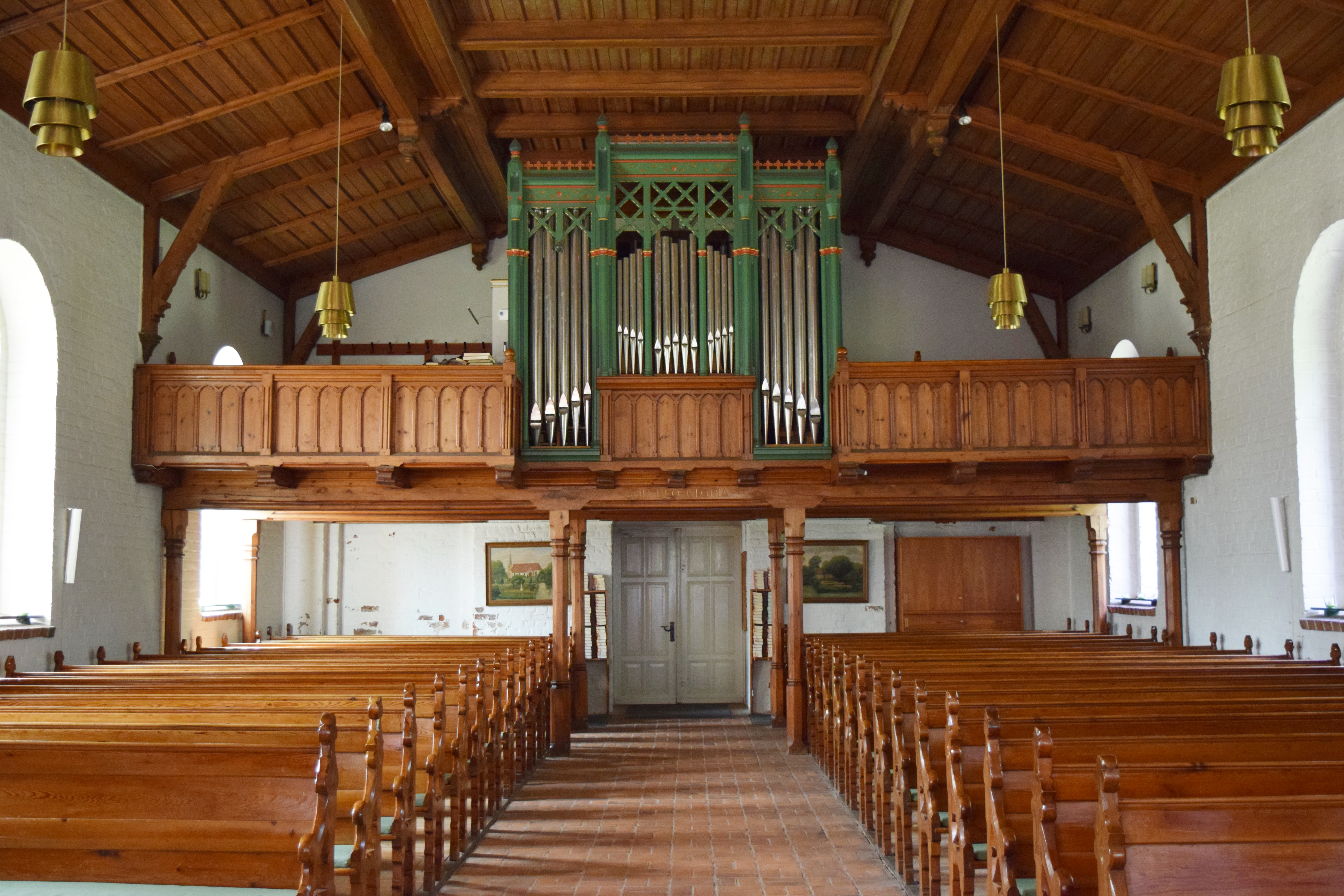
Blick durch den Kirchenraum auf die Färber-Braukmann-Orgel mit Prospekt von 1882

Der Rittmeister von Brockdorff soll der Hüttener Kirche 1750 eine Orgel geschenkt haben. Dies war möglicherweise nicht die erste Kirchenorgel in Hütten (oder Brockdorffs Schenkung erfolgte tatsächlich schon ein paar Jahre früher), denn bereits bei seinem Amtsantritt 1738 unterschrieb der Küster Johann Christian Schnack auch als „Organist“. Einzelheiten über das Instrument sind nicht bekannt.
Orgelbauer Johann Hinrich Färber aus Tönning lieferte dann für die Wiedereröffnung der Hüttener Kirche 1882 eine neue Orgel auf der neu erbauten Empore mit folgender Disposition (II/9):
| I Manual C– |                      |     |
| 1.          | Bordun               | 16′ |
| 2.          | Prinzipal            | 8′  |
| 3.          | Viola di Gamba       | 8′  |
| 4.          | Oktav                | 4′  |
| 5.          | Progressiv-Harmonika |     |

| II Manual C– |            |    |
| 6.           | Gedackt    | 8′ |
| 7.           | Salicional | 8′ |
| 8.           | Flöte      | 4′ |

| Pedal C– |        |     |
| 9.       | Subbaß | 16′ |

- Koppeln: II/I, I/P
- Traktur: Schleifladen, vollmechanisch

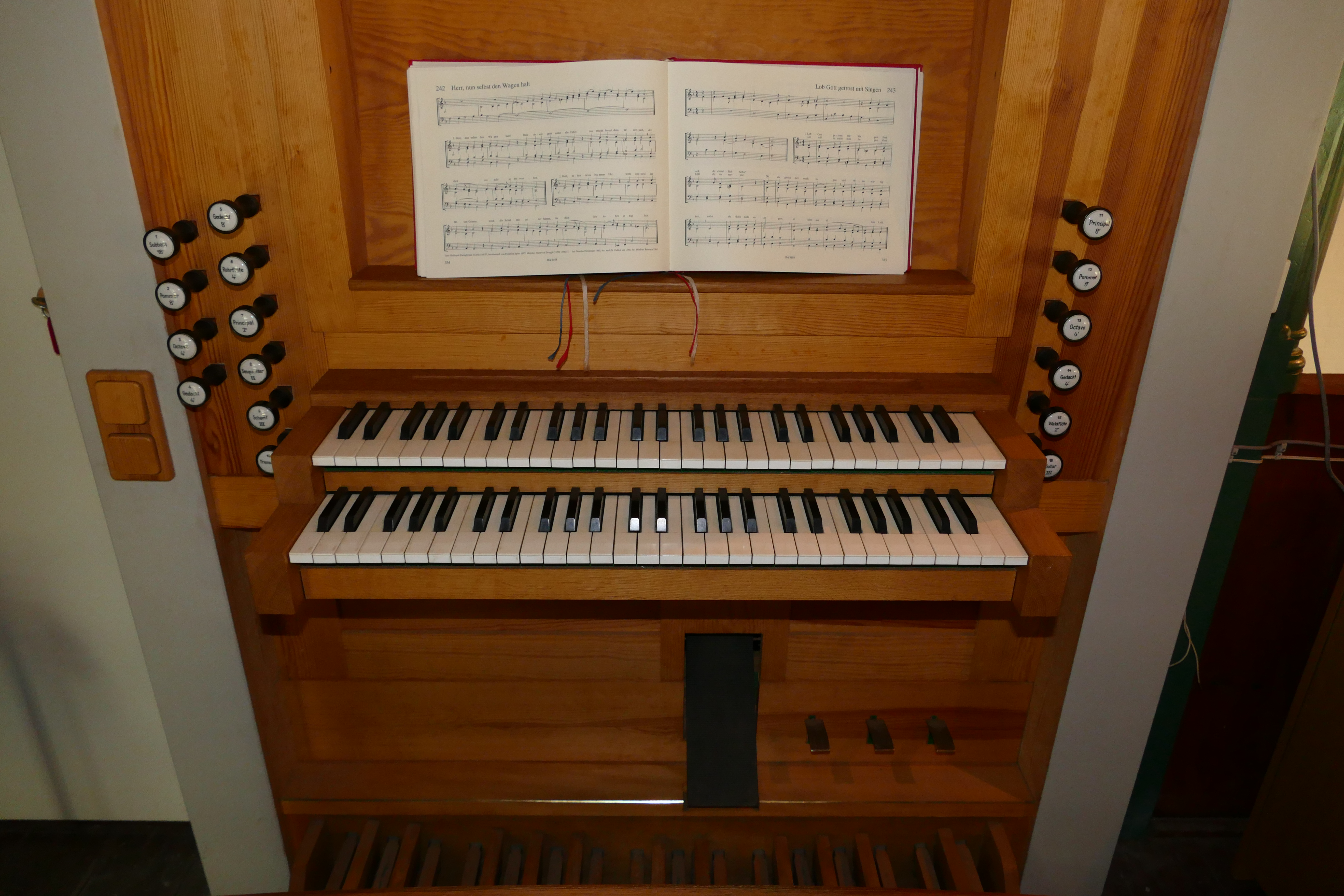
Orgelspieltisch von 2001

Nachdem die Gemeinde 15 Jahre darauf gespart hatte, wurde die Färber-Orgel 1980 von Orgelbauer Günter Braukmann (1930–2014) aus Leck im neobarocken Sinne umgestaltet und erweitert. Der historische Prospekt von Färber blieb erhalten. Beim Umbau wurden auch Pfeifen aus der ehemaligen Orgel der Kirche in Eckernförde-Borby eingebaut. Bei diesem Instrument handelte es sich um eine Sauer-Orgel von 1925 (die in Borby 1978 durch eine Schuke-Orgel ersetzt worden war). Die Hüttener Orgel hat seitdem 961 Pfeifen und folgende Disposition (II/13 + 2 Pedaltransmissionen):
| I Hauptwerk C–f3 |               |    |
| 1.               | Prinzipal     | 8′ |
| 2.               | Pommer        | 8′ |
| 3.               | Oktave        | 4′ |
| 4.               | Gedackt       | 4′ |
| 5.               | Waldflöte     | 2′ |
| 6.               | Mixtur III–IV | 2′ |

| II Schwellpositiv C–f3 |                         |    |
| 7.                     | Gedackt                 | 8′ |
| 8.                     | Rohrflöte               | 4′ |
| 9.                     | Prinzipal               | 2′ |
| 10.                    | Sesquialtera II (ab c0) |    |
| 11.                    | Scharff III             |    |
|                        | Tremulant               |    |

| Pedal C–d1 |                   |     |
| 12.        | Subbaß            | 16' |
|            | Pommer (= Nr. 2)  | 8′  |
| 13.        | Oktave            | 4′  |
|            | Gedackt (= Nr. 4) | 4′  |

- Koppeln: II/I, I/P, II/P
- Traktur: Schleifladen, vollmechanisch

Anmerkungen
1. ↑  Ursprüngliche Beschriftung Nachthorngedackt, seit Neubau des Spieltisches 2001 nur noch Gedackt

Bedingt durch den Umbau mit z. T. alten Materialien ergaben sich in der Folgezeit immer wieder Funktionsprobleme. Daher wurde die Orgel 2001 durch die Orgelbauwerkstatt Paschen in Kiel für 50.000 € von Grund auf erneuert: Ein neuer Spieltisch und neue Trakturen wurden eingebaut; das gesamte Pfeifenwerk wurde gereinigt, repariert und neu intoniert. 2009/2010 mussten noch einmal 15.000 € bereitgestellt werden, um die Orgel von plötzlich aufgetretenem Schimmelbefall zu befreien. Der Förderverein der Hüttener Kirche übernahm die Kosten der Reinigung, die sonst nicht finanzierbar gewesen wäre.

## Pfarrer- und Küstertradition

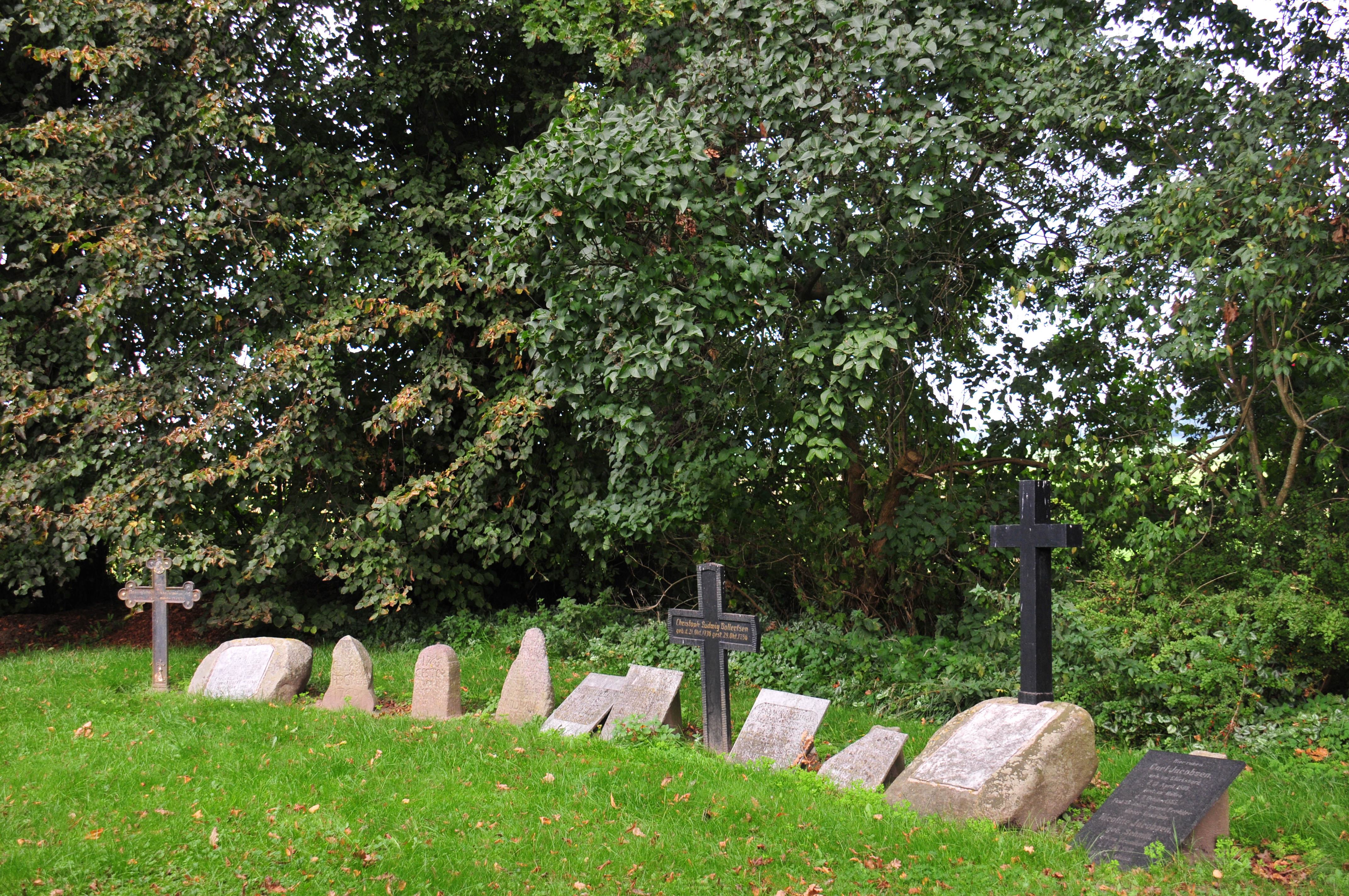
Alte Grabmale auf dem Friedhof um die Hüttener Kirche, ganz rechts der Grabstein von Pastor Carl Fr. Jacobsen, gest. 1865

Sowohl das Pfarrhaus (Pastorat) als auch das (1976 abgerissene) Küster- und Schulhaus befanden bzw. befinden sich nicht in Hütten (also nicht wie sonst oft am Ort der Kirche), sondern im 2 km entfernten Ascheffel. Das Amt des Küsters war früher traditionell mit dem Amt des Kantors/Organisten und des Schulmeisters verbunden. Die Küster und Kantoren bzw. Organisten an der Kirche zu Hütten waren bis ins 20. Jahrhundert hinein gleichzeitig auch Lehrer in Ascheffel. Dabei kam es zu einer außergewöhnlichen Generationenfolge: In Ascheffel/Hütten gingen diese Ämter 250 Jahre lang, von 1630 bis 1880, für sieben Generationen immer vom Vater auf den Sohn oder Schwiegersohn über. Die Hüttener Küster-und-Lehrer-Familientradition war derart ungewöhnlich (und ist wohl auch weithin einmalig), dass auf sie schon 1845 in einem Buch hingewiesen wurde. Die Amtsinhaber der Küster-, Kantoren- und Schulmeisterstelle in Ascheffel/Hütten waren:
1. 1630–1666: Hans Tönninger,
2. 1666–1698: dessen Schwiegersohn Jürgen Kückelhahn,
3. 1698–1738: dessen Sohn Johann Caspar Kückelhahn,
4. 1738–1781: dessen Schwiegersohn Johann Christian Schnack,
5. 1781–1813: dessen Sohn Abraham Schnack,
6. 1813–1846: dessen Schwiegersohn Christian Kock,
7. 1846–1880: dessen Schwiegersohn Johann Jürgen Greve.[41][42]

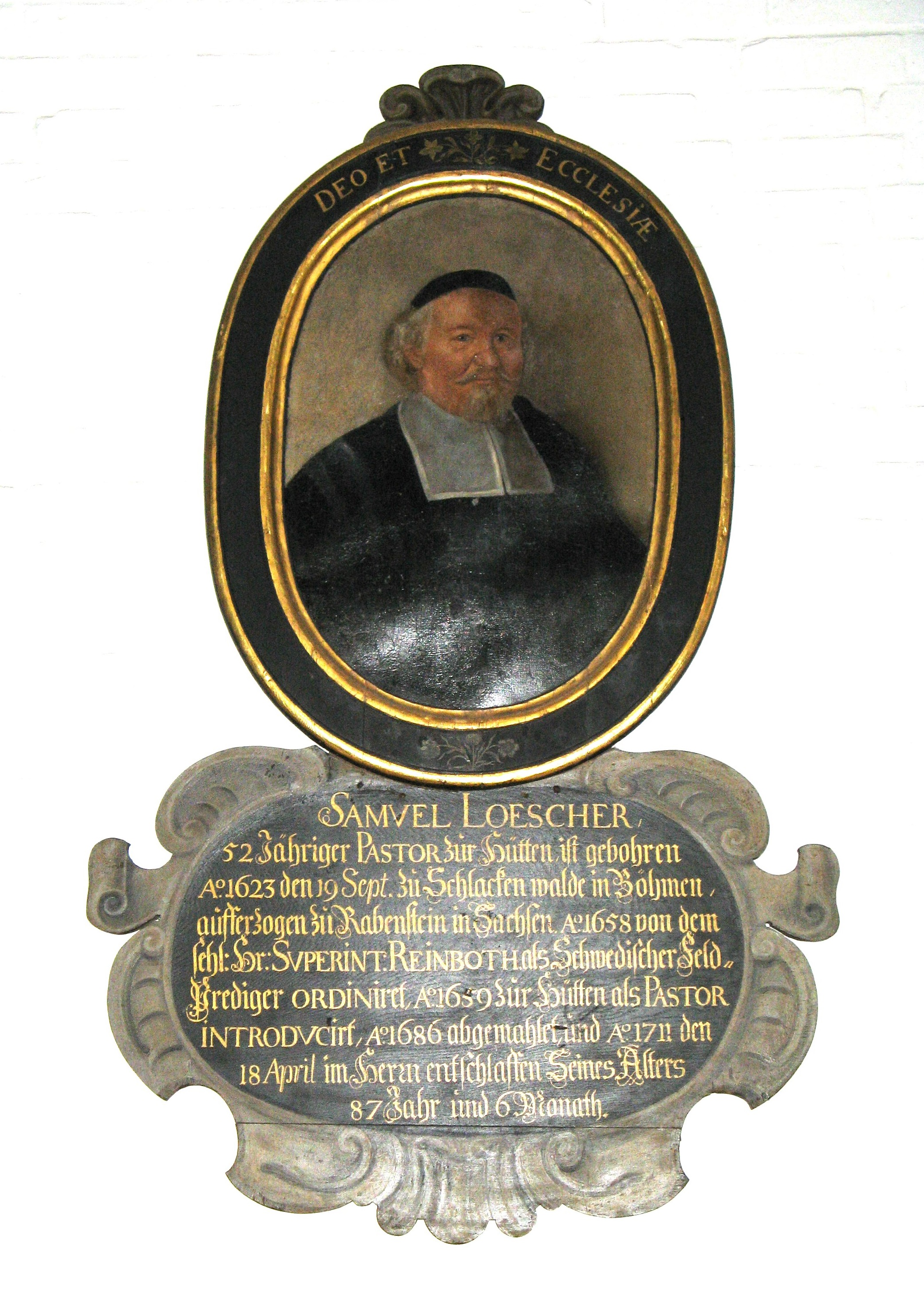
Bildnis des Pastors Samuel Löscher 1686 im Alter von 63 Jahren

Auch unter den Pfarrern von Hütten gab es eine Familientradition, diese hielt vier Generationen und 122 Jahre an. Es amtierten 1631–1659 Franciscus Ritter, 1659–1711 dessen Schwiegersohn Samuel Löscher, 1711–1749 dessen Schwiegersohn Jacob Pantel, 1749–1753 dessen Schwiegersohn Johann Hermann Alter. Von diesen blieb Samuel Löscher (1623–1711) besonders in Erinnerung: Er war gebürtig aus Schlackenwalde in Böhmen, wuchs in Rabenstein in Sachsen auf und kam 1658 als Feldprediger in schwedischen Diensten in den Norden. In Hütten war er anschließend über 50 Jahre lang Pfarrer und predigte hier als erster Hochdeutsch. Sein Bild hängt in der Kirche, ebenso wie das der Pastoren Christoph Ludwig Vollertsen (1754–1841, Pastor in Hütten 1795–1841, 1834 zum Ritter vom Dannebrogorden und 1839 zum Dannebrogsmann ernannt) und Carl Friedrich Jacobsen (in Hütten 1838–1841 Adjunkt von Pastor Vollertsen, 1841–1865 Pastor, sein Grabstein ist noch erhalten).